# Czajkowo
Czajkowo – wieś w Polsce położona w województwie wielkopolskim, w powiecie gostyńskim, w gminie Gostyń.
Wieś Czaykowo położona była w 1581 roku w powiecie kościańskim województwa poznańskiego.
W okresie Wielkiego Księstwa Poznańskiego (1815-1848) miejscowość należała do wsi większych w ówczesnym pruskim powiecie Kröben (krobskim) w rejencji poznańskiej. Czajkowo należało do okręgu gostyńskiego tego powiatu i stanowiło część majątku Podrzyce, którego właścicielem była wówczas (1846) Wąsierska. Według spisu urzędowego z 1837 roku wieś liczyła 164 mieszkańców, którzy zamieszkiwali 19 dymów (domostw).
W latach 1975–1998 miejscowość administracyjnie należała do województwa leszczyńskiego.
Zobacz też: Czajków